# دنیاگیری کووید-۱۹ در بولیوی
دنیاگیری کووید-۱۹ در بولیوی بخشی از دنیاگیری بیماری کروناویروس ۲۰۱۹ در جهان است. اولین مورد تأیید شده در بولیوی در ۱۰ مارس ۲۰۲۰ در شهرستان اورورو و شهرستان سانتا کروز اعلام شد.